# Локоджа
Локоджа (англ. Lokoja) — город в центральной Нигерии, административный центр штата Коги, порт на реке Нигер.

## История
Локоджа основана Уильямом Бальфуром Байки (William Balfour Baikie). Была столицей Британского протектората Северная Нигерия и осталась убедительным административным городом Британского колониального правительства после объединения Северного и Южного Нигерийского Протектората в одну колонию — Нигерию — в 1914 году.
Первый генерал-губернатор, Лорд Фредерик Лугард (Frederick Lugard) управлял новой нигерийской нацией из Локоджи. С тех пор город разросся и сегодня его население составляет примерно 63,075 человек, это торговый центр сельскохозяйственного региона, так как он располагается в месте слияния рек Нигер и Бенуэ. Локоджа находится недалеко от нынешней столицы Нигерии, города Абуджа. Рядом с Локоджей (в Аджаокуте) строится металлургический комбинат на железнорудных копях.
В городе расположена телестудия, из которой вещают два канала.

## Достопримечательности
- Дом Лорда Лугарда
- Европейско-Африканское кладбище, крупнейшее кладбище в Нигерии, было основано британскими колонизаторами и использовалось в 1870—1900 гг. На нём похоронены управляющие протекторатом, солдаты, европейские и африканские миссионеры. Расположено на Murtala Mohammed Way.

## Климат
| Показатель | Янв. | Фев. | Март | Апр. | Май  | Июнь | Июль | Авг. | Сен. | Окт. | Нояб. | Дек. | Год  |
| --- | ---- | ---- | ---- | ---- | ---- | ---- | ---- | ---- | ---- | ---- | ----- | ---- | ---- |
| Средний суточный максимум, °C                                                                                            | 33   | 35   | 36   | 34   | 33   | 32   | 31   | 31   | 31   | 32   | 33    | 33   | 32,7 |
| Средняя температура, °C                                                                                                  | 26,8 | 28,8 | 30,3 | 30,6 | 28,6 | 27   | 26,3 | 25,7 | 26   | 26,6 | 27,3  | 26,4 | 27,4 |
| Средний суточный минимум, °C                                                                                             | 19   | 22   | 24   | 24   | 23   | 22   | 22   | 22   | 22   | 22   | 22    | 19   | 22,1 |
| Норма осадков, мм | 3    | 10   | 37   | 97   | 163  | 164  | 187  | 195  | 248  | 115  | 11    | 1    | 1231 |
| Источник: http://www.climatedata.eu/climate.php?loc=nizz0005&lang=en, http://www.levoyageur.net/weather-city-LOKOJA.html |      |      |      |      |      |      |      |      |      |      |       |      |      |